# 森林

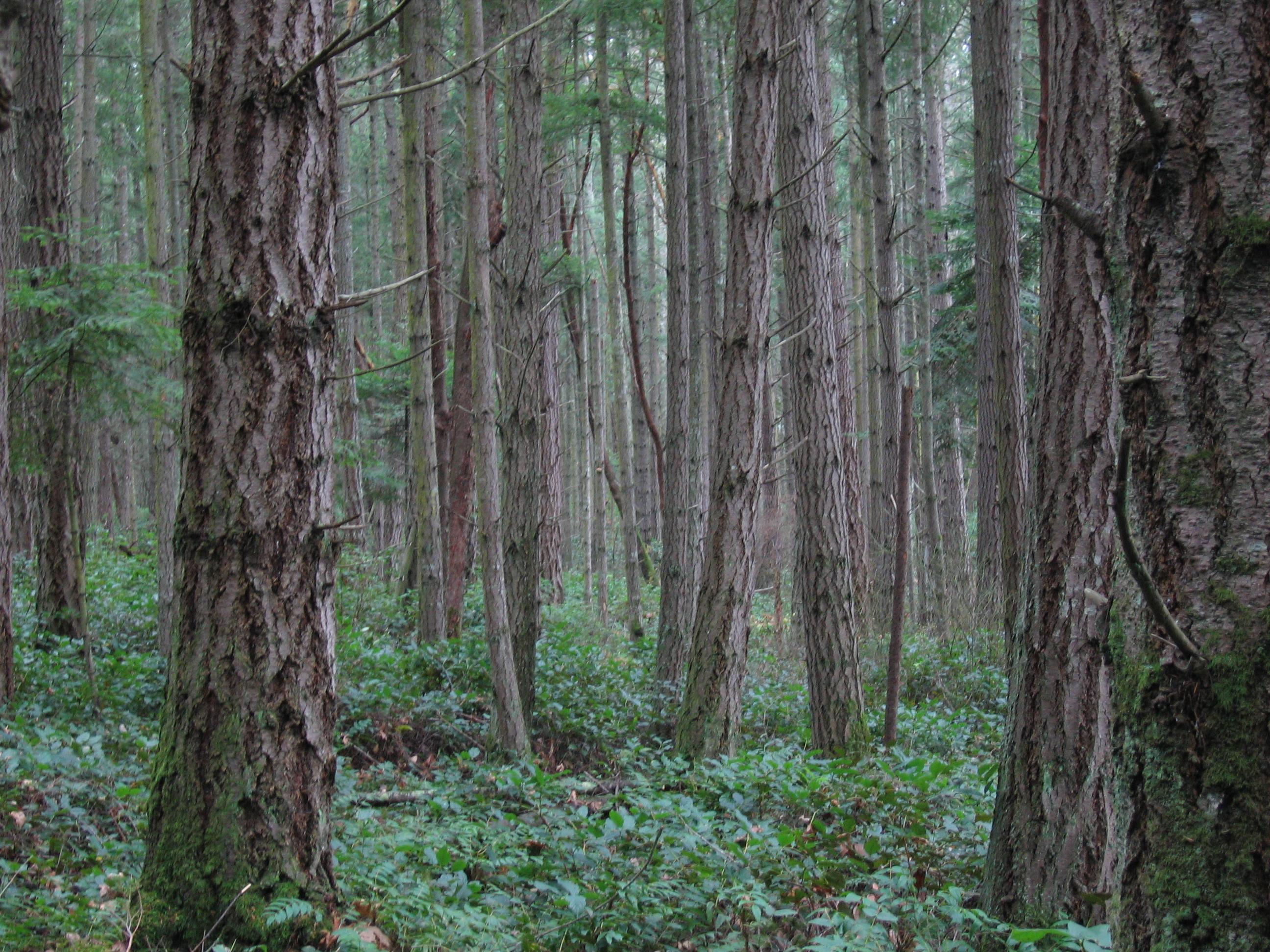
在华盛顿州圣胡安岛上的一片森林

森林，是一个高密度树木的区域（或历史上，森林是一个为狩猎而留出的荒地），涵蓋大約9.4％的地球表面（或佔約30％的總土地面積）。聯合國糧食及農業組織(FAO)將森林定義為「面積超過 0.5 公頃、樹木超過 5 公尺且樹冠覆蓋率超過 10% 的土地，或樹木能夠就地達到這些閾值。它不包括用於農業或城市用途的土地。森林覆盖着全球面积的9.4%，全球陸地面积的30%（在工業化前約佔全球面积的15.6%，全球陸地面积的50%），森林覆蓋面積為 40.6 億公頃（100 億英畝；4060 萬平方公里；1570 萬平方英里）。森林对二氧化碳下降、动物群落、调节水文湍流和巩固土壤起着重要作用，是地球生物圈中最重要的生境之一，由於人類自學會農業技術以來過度開發森林的因素，使得地球環境出現巨大變化，目前各國都在進行植林，以恢復生態平衡，人類與森林的關係統稱為森林學。
森林中的生物量主要是以樹木為主，不同的文化會對森林有不同的定義，包括其規模以及其中有的生物。森林一般是指一塊有許多樹木的區域，但任何植物密度高的區域都可以視為森林，例如水底的植被（海藻林），甚至也包括真菌。
典型的森林會由林上（林冠）或是林下組成。林下可以再細分為灌木層，草本層和苔蘚層、以及土壤中的微生物。在一些複雜的森林中，也會有一些較低的樹木。森林提供人類許多不同的資源，對人類非常重要：包括儲存二氧化碳、調節氣候、淨化水源以及減輕像洪水等自然災害。森林中也包括地球陸地上90%的生物多樣性。

## 生境
森林往往是許多動物和植物物種的棲息地，每單位面積的生物量一般會比起由其他植被構成的生境為高。以被子植物（如闊葉林）為主的森林一般物種比較豐富，生物多樣性較高，相反比以裸子植物為主的森林，生物多樣性則一般較低。森林有時在一個小範圍內即包含許多樹種（如在熱帶雨林和溫帶落葉森林），或在大面積中僅含相對較少的物種（如乾旱山地針葉林）。

## 分佈

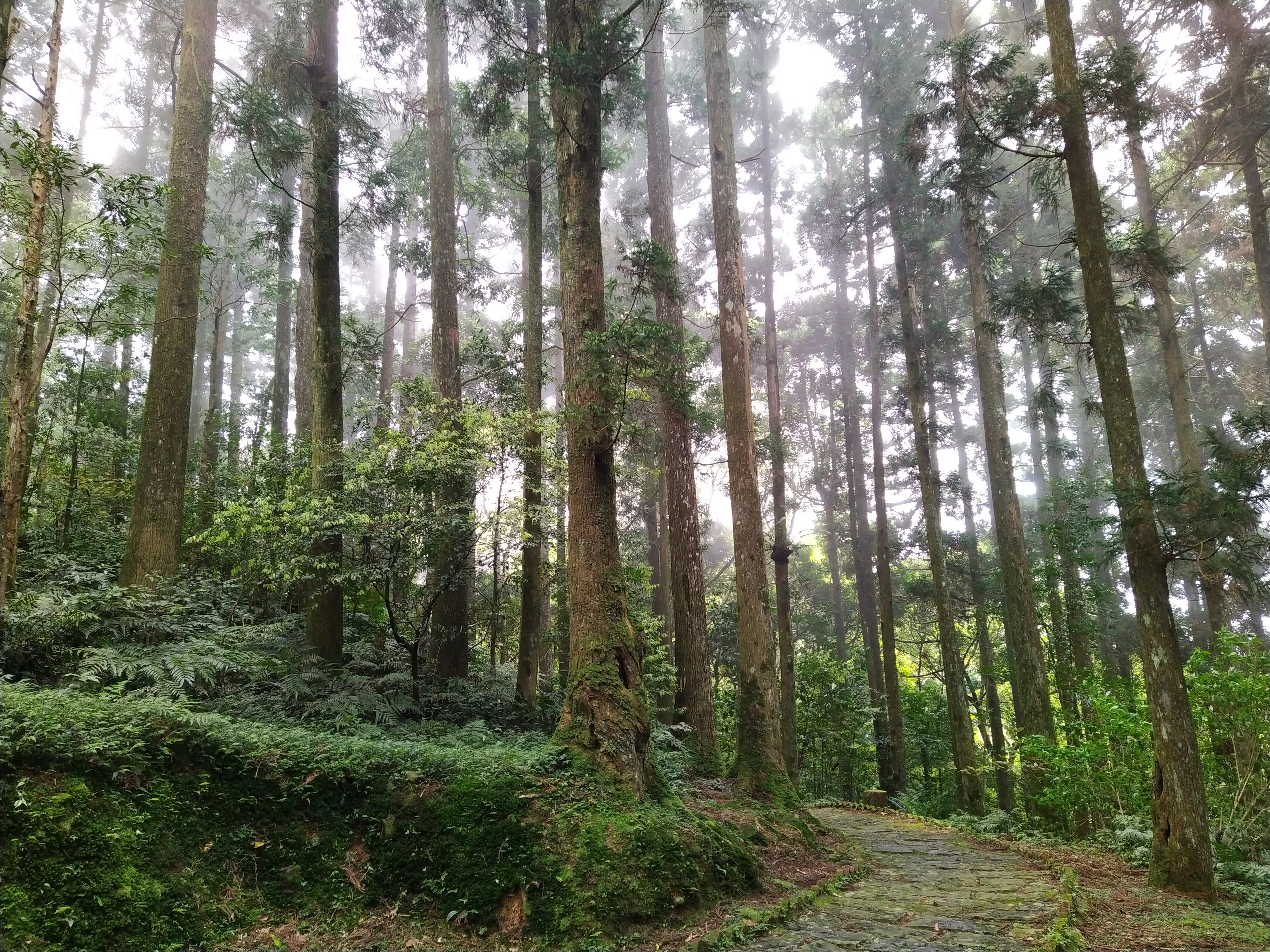
台灣的柳杉林

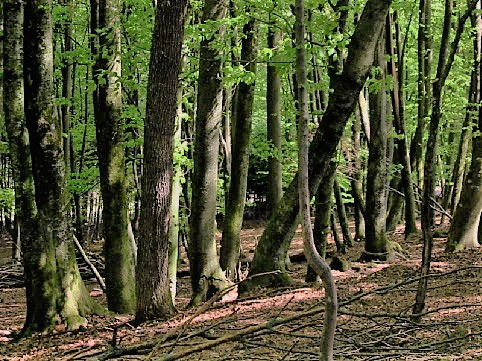
在斯洛文尼亞的闊葉林（山毛櫸）

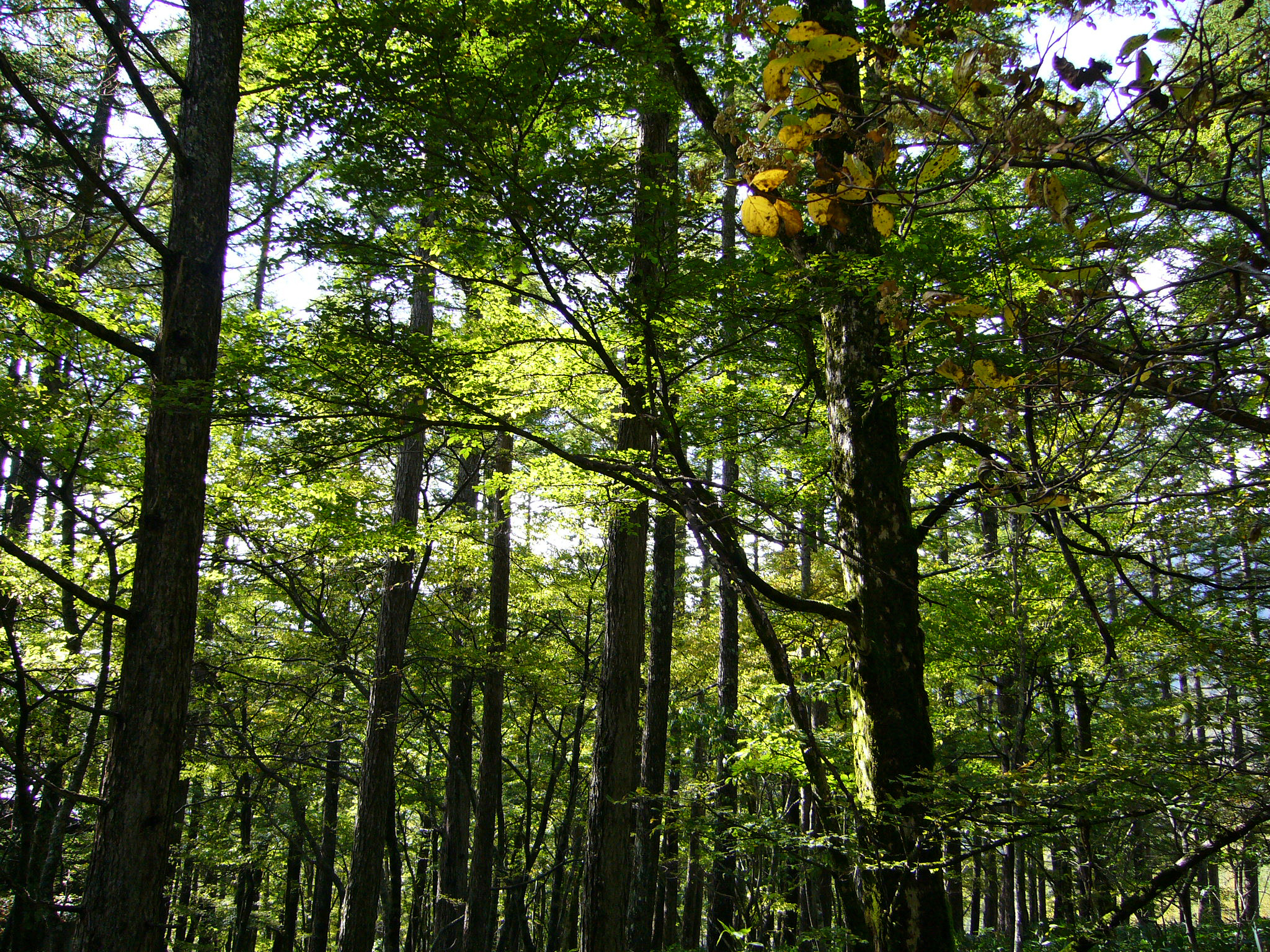
日本上高地的森林

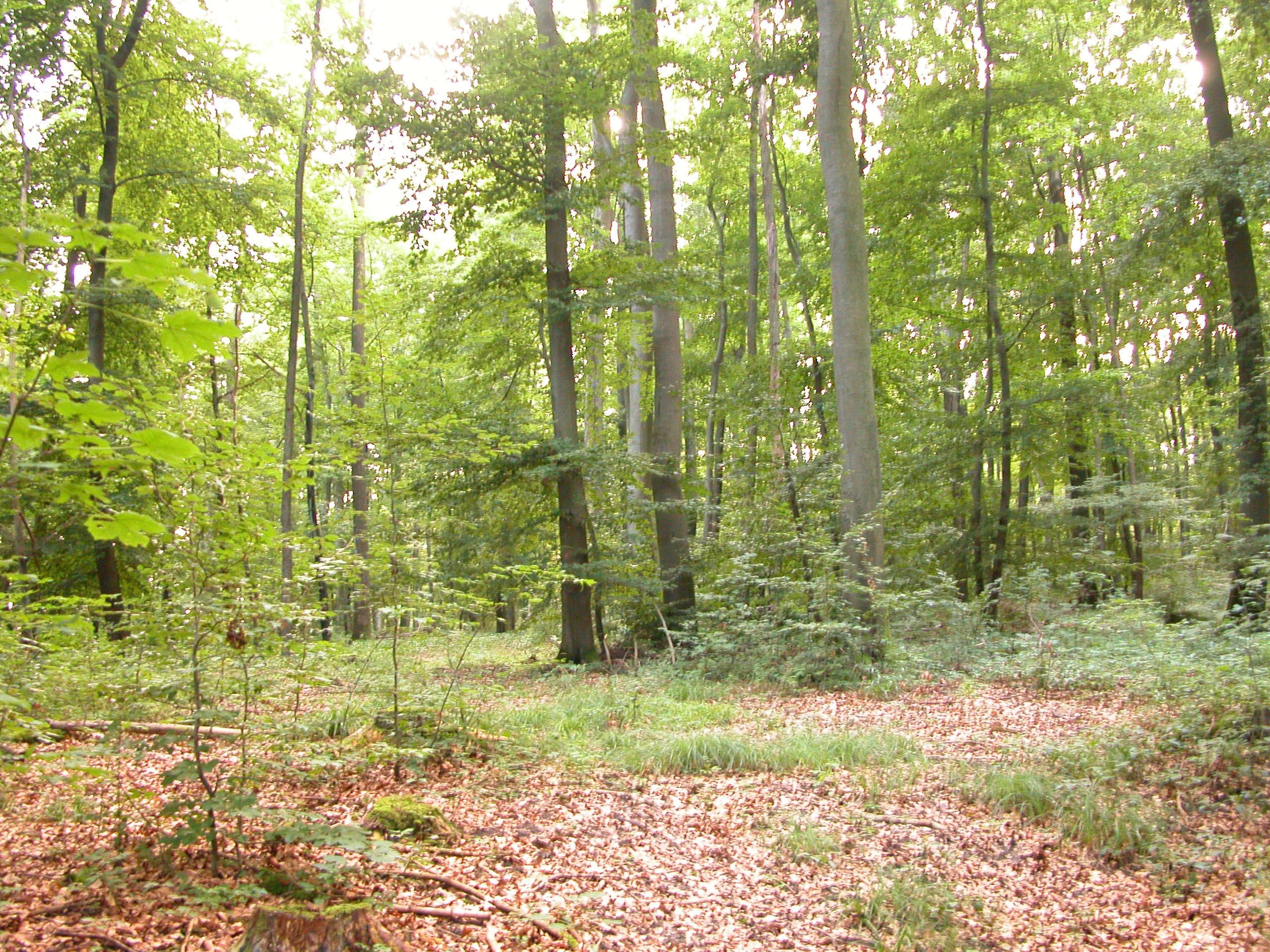
德國的混交林

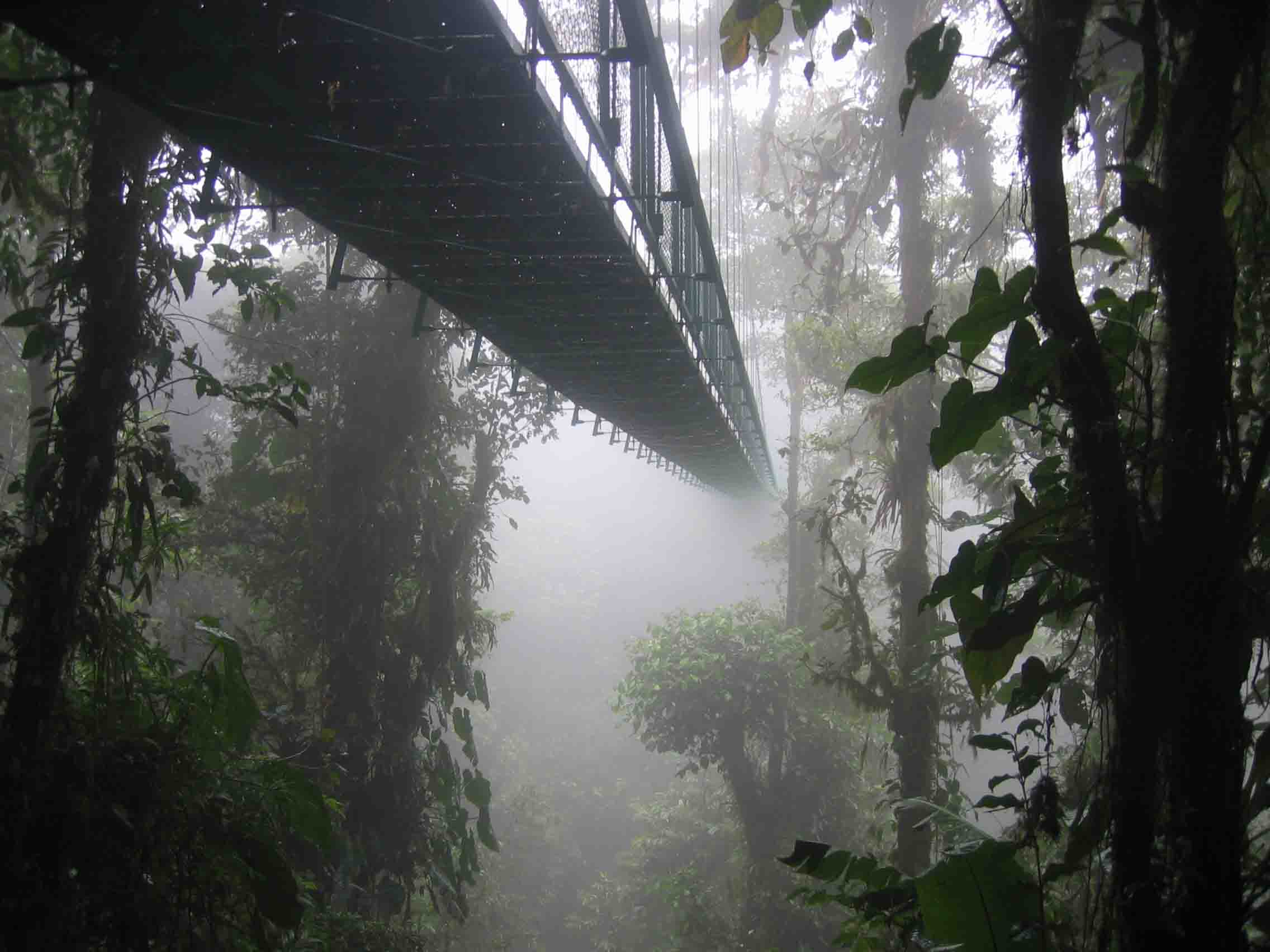
哥斯达里加的多雨林

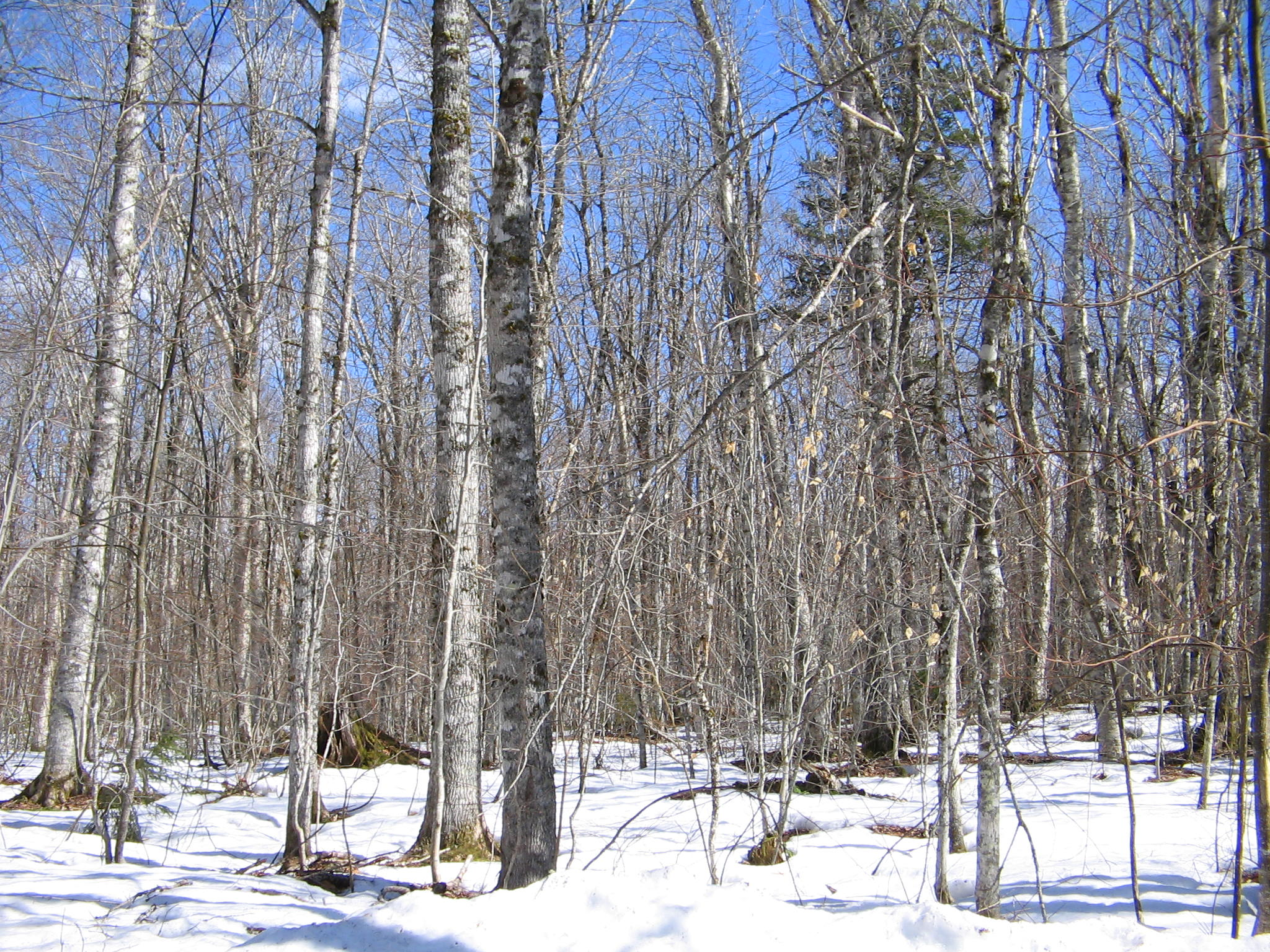
冬季的森林

只要可以讓樹木生長的區域，就可能有森林，包括海拔高到林木線的地區，但若該地區的自然大火太過頻繁，或是環境常受到其他天然或人為的影響，就可能不會有森林。
南北緯10°之間的赤道多半是熱帶雨林，而北緯53度到67度之間的區域是北方針葉林。一般而言，森林主要是由開花植物（闊葉植物）為主，較少以裸子植物（針葉植物）為主，不過也有例外。不管是屬哪一緯度。森林的樹木通常是不同的樹種，並有不同的高度。用生物学术语，森林也许可以由林地被区分。
很多种森林的存在，在生态学中的类型是：
- 雨林（热带和温带）
- 樹林
- 叢林
- 针叶林
- 温带阔叶林及混合林
- 旱生阔叶林
- 熱帶森林

## 分类
森林通常根據它们存在的生物群系来分类，并按照主要种类的树叶寿命（它们是否常綠的或落葉的）。針葉林或闊葉林。

## 森林破壞
人為因素的森林破壞包括森林採伐、人類引起森林火災、酸雨和引進的物種。也有自然因素可能會破壞森林，包括森林火災、昆蟲、疾病、天氣、物種之間的競爭等。在过去一万年流失的世界森林当中，有一半是在过去80年中毁坏的，而这80年中对世界森林的毁坏又有一半是发生在过去30年之中。在1997年，世界資源研究所的記錄，全世界只有20％的森林仍然能保持著原始森林的原貌。同時75％以上的這些完整的森林，在於這三個地廣人稀的國家，俄羅斯的寒帶森林和加拿大的寒帶森林和巴西的熱帶雨林。根据2006年3月2日绿色和平发布的世界森林地图，用卫星图像对全球森林进行了评估，发现地球上只剩下10%的陆地面积是未受侵扰森林。
148个森林带范围内的国家中，有82个国家完全失去了未受侵扰的原始森林，而世界森林中未受侵扰的原始森林主要由两种森林类型构成：热带雨林和北方针叶林，其中49%是分布在拉丁美洲、非洲和亚太地区的热带森林，另外44%是分布在俄罗斯、加拿大和阿拉斯加广袤大陆的针叶林。
近年來森林受到破壞對環境的影響嚴重得多，而假若繼續下去，地球溫室效應將會嚴重加劇，人們也發現森林生態比預期的複雜得多，會對環境造成重大衝擊，很多昆蟲將會面臨絕種，連帶造成糧食減產的災害，對人類及地球生態都構成嚴重威脅。對半乾旱和副極地地區的邊界森林砍伐是這些地區地表沙漠化的主因，因為這兩地的植被生態脆弱，森林一旦消失即很難恢復，連帶地影響了空氣品質與洪水發生的頻率，在認識了這些潛在的危害之後，因此很多國家已經從工程的角度，開始發起植林的土地治理工作，並立法保護國有的林業財產。
在2020年一年內，地球失去了25.8万平方公里的森林。

## 森林生態和可持續林業
科學的研究森林物種及物種與環境相互的影響被稱為森林生態，而森林管理往往是被稱為林業。過去一萬多年間，人類開發出了農業技術，人與森林的平衡關係開始逐漸被打破，然而，在過去數百年來森林被過度採伐的情況下，令地球上不少物種因此而絕種或瀕臨絕種。人們很早就發現森林資源需要合理的運用，在兩千多年前孟子便曾說過：「斧斤以時入山林，材木不可勝用也。」一語道破森林永續經營的重要性。隨著社會的進步和發展，許多環保組織提出森林管理需要很大的修改，而目前以可持續為前提的森林管理方法稱為可持續森林管理。可持續森林管理重點放在同時保護一體化的生態、社會和經濟價值三大方面，往往管理員需要在當地諮詢社區人士和其他利益相關者。
加拿大大約有4,020,000平方公里的森林土地。90%以上的森林土地是公有和公營，約50％的森林總面積是分配給林業。這些分配領域的管理，使用可持續森林管理原則，其中包括廣泛的諮詢，與當地的利益相關者。約8％，加拿大的森林，是受法律保護，從資源開發（全球森林觀賞加拿大，加拿大自然資源部）。2006年12月，超過123.7萬平方公里在加拿大的森林土地（約半數的全球總），已證明作為可持續管理（加拿大可持續林業認證聯盟）。

## 森林与气候变化
大的森林生态系统還有調控天氣的功效，对全球碳循环有着重大意义。首先，陆地生态系统通过植物的生长可吸收大量的人为二氧化碳排放，而森林又是主要的碳吸存贡献者。其次，森林生态系统是巨大的碳蓄积库，拥有储蓄大于大气中碳蓄积两倍的能力。

## 森林面積
|          | 2008       | 2008       | 2009       | 2009       | 2010       | 2010       |
|          | ('000 km2) | ('000 mi2) | ('000 km2) | ('000 mi2) | ('000 km2) | ('000 mi2) |
| -------- | ---------- | ---------- | ---------- | ---------- | ---------- | ---------- |
| 澳洲     | 1,511      | 583        | 1,502      | 580        | 1,493      | 576        |
| 巴西     | 5,239      | 2,023      | 5,217      | 2,014      | 5,195      | 2,006      |
| 加拿大   | 3,101      | 1,197      | 3,101      | 1,197      | 3,101      | 1,197      |
| 中國     | 2,013      | 777        | 2,041      | 788        | 2,069      | 799        |
| 歐盟     | 1,559      | 602        | 1,564      | 604        | 1,569      | 606        |
| 德國     | 111        | 43         | 111        | 43         | 111        | 43         |
| 印度     | 681        | 263        | 683        | 264        | 684        | 264        |
| 印尼     | 958        | 370        | 951        | 367        | 944        | 364        |
| 日本     | 250        | 97         | 250        | 97         | 250        | 97         |
| 俄羅斯   | 8,090      | 3,120      | 8,090      | 3,120      | 8,091      | 3,124      |
| 美國     | 3,033      | 1,171      | 3,036      | 1,172      | 3,040      | 1,170      |
| 世界共計 | 40,318     | 15,567     | 40,261     | 15,545     | 40,204     | 15,523     |

## 世界森林砍伐情形
| 地區             | 每年砍伐面積（1981～1990，千公頃） | 每年砍伐率（1981～1990，﹪） | 年平均砍伐面積（1981～1985，千公頃） |
| ---------------- | ---------------------------------- | ---------------------------- | ------------------------------------ |
| 非洲             | -                                  | -                            | 58                                   |
| 西萨赫勒         | 295                                | 0.7                          | 388                                  |
| 東萨赫勒         | 595                                | 0.8                          | 695                                  |
| 西非             | 591                                | 1.0                          | 1999                                 |
| 中非             | 1140                               | 0.5                          | 575                                  |
| 熱帶南非         | 4345                               | 0.8                          | 700                                  |
| 溫帶南非         | -                                  | -                            | -                                    |
| 島嶼非洲         | 135                                | 0.8                          | 157                                  |
| 溫帶與中緯度東亞 | -                                  | -                            | 20                                   |
| 南亞             | 551                                | 0.8                          | 307                                  |
| 中南半島         | 1314                               | 1.5                          | 709                                  |
| 南洋群島         | 1926                               | 1.2                          | 967                                  |
| 溫帶北美         | -                                  | -                            | -                                    |
| 中南美洲與墨西哥 | 1112                               | 1.4                          | 1022                                 |
| 加勒比海         | 122                                | 1.4                          | 26                                   |
| 溫帶與寒帶南美   | -                                  | -                            | 50                                   |
| 熱帶南美         | 6174                               | 0.7                          | 4604                                 |
| 前蘇俄           | 2260                               | 0.2                          | -                                    |
| 大洋洲           | 113                                | 0.3                          | 23                                   |